# Kehlhof (Gebäude)

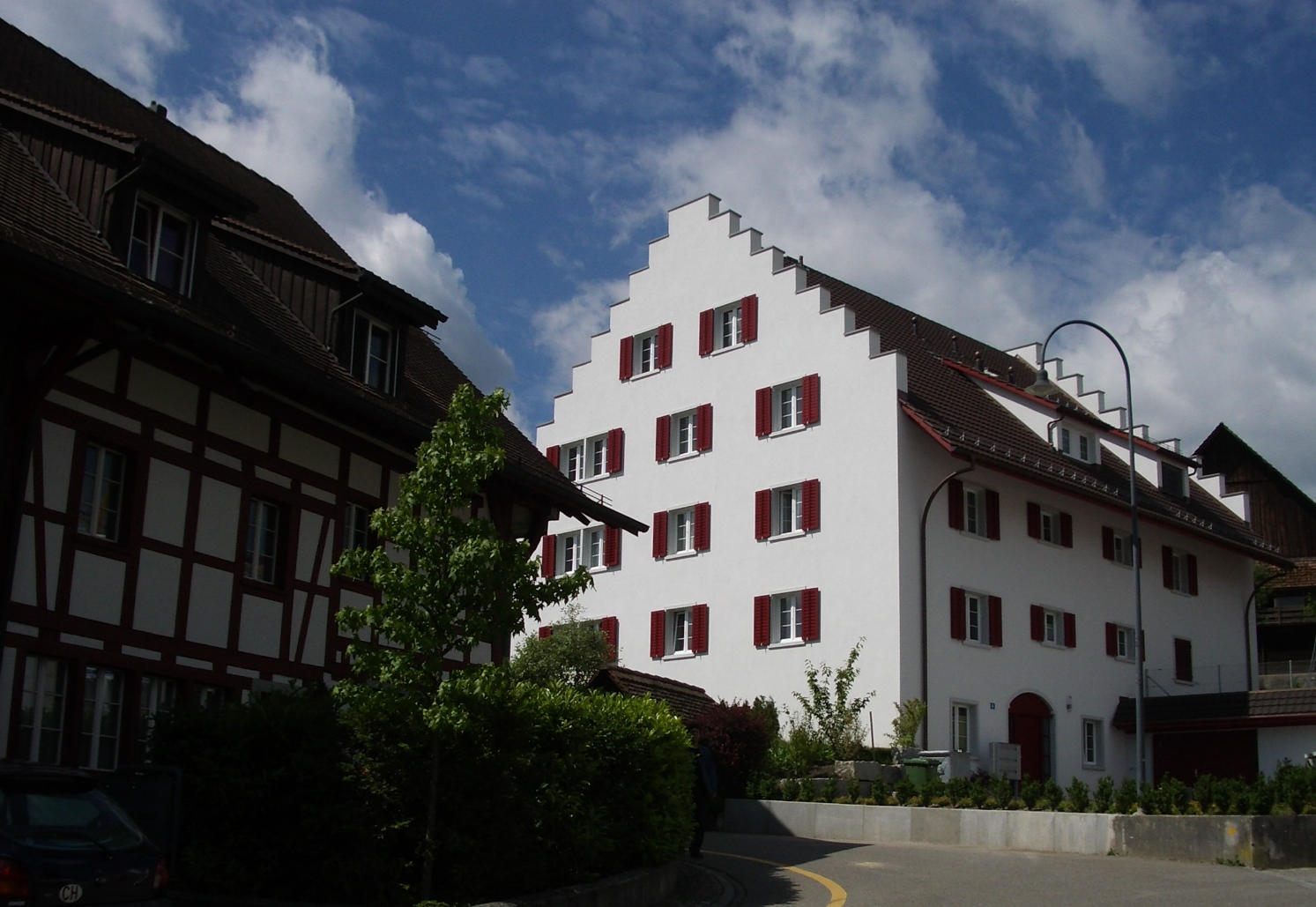
Unterer und oberer Chehlhof von Rümlang, erwähnt 1621, in Fraumünster Besitz

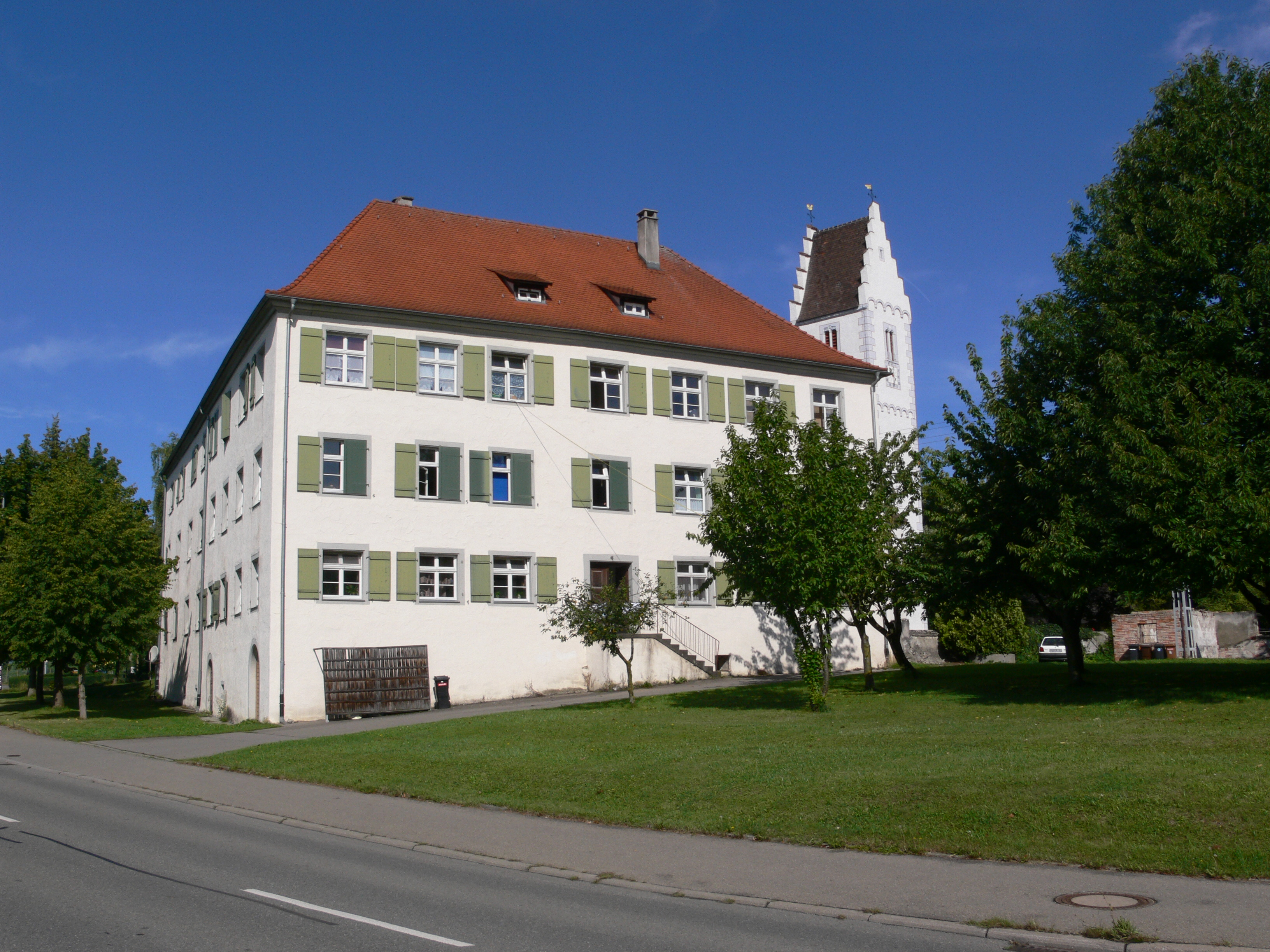
Ehemaliger Kelhof des Klosters Kreuzlingen in Hirschlatt

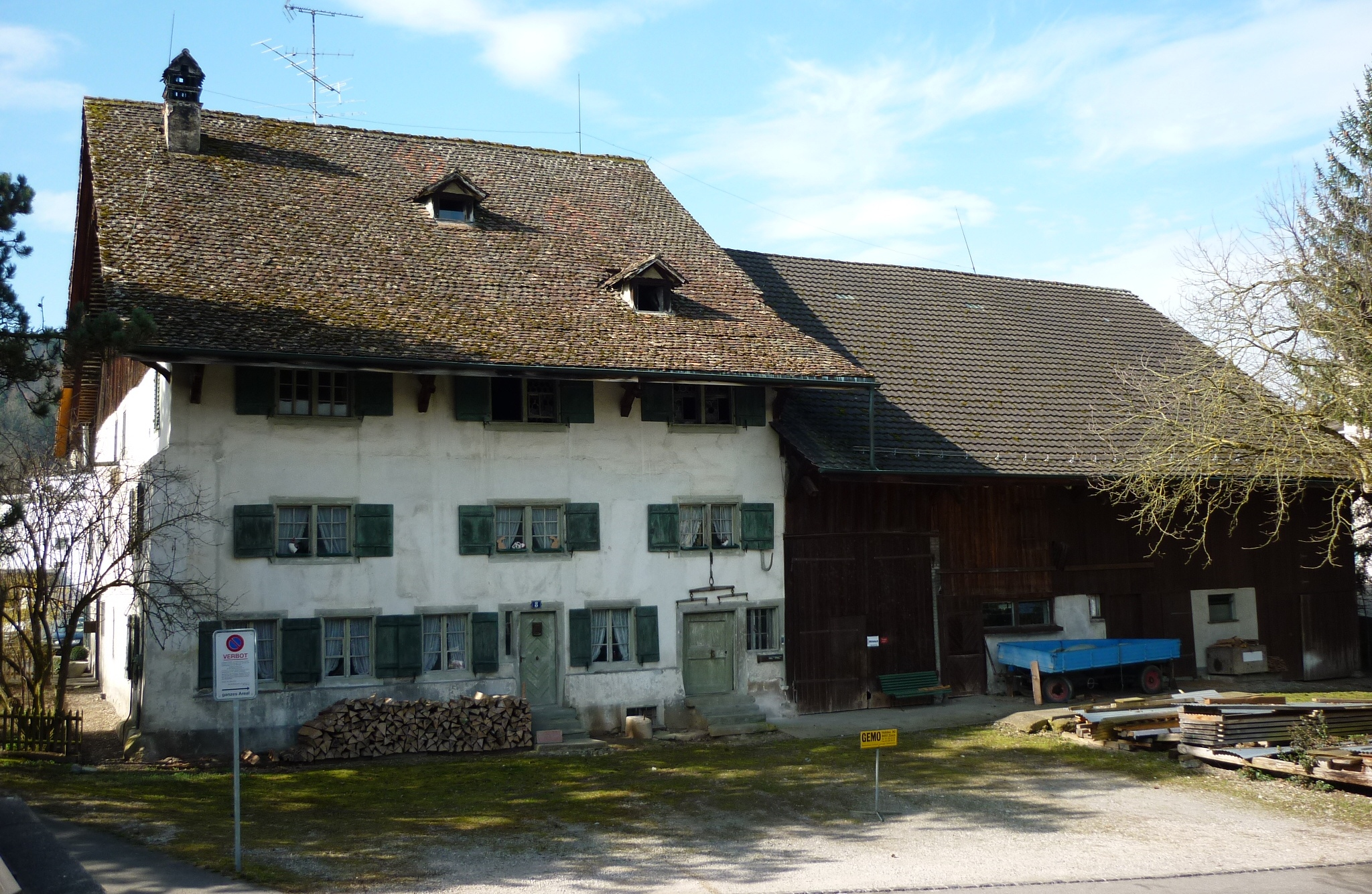
Kehlhof Schwamendingen

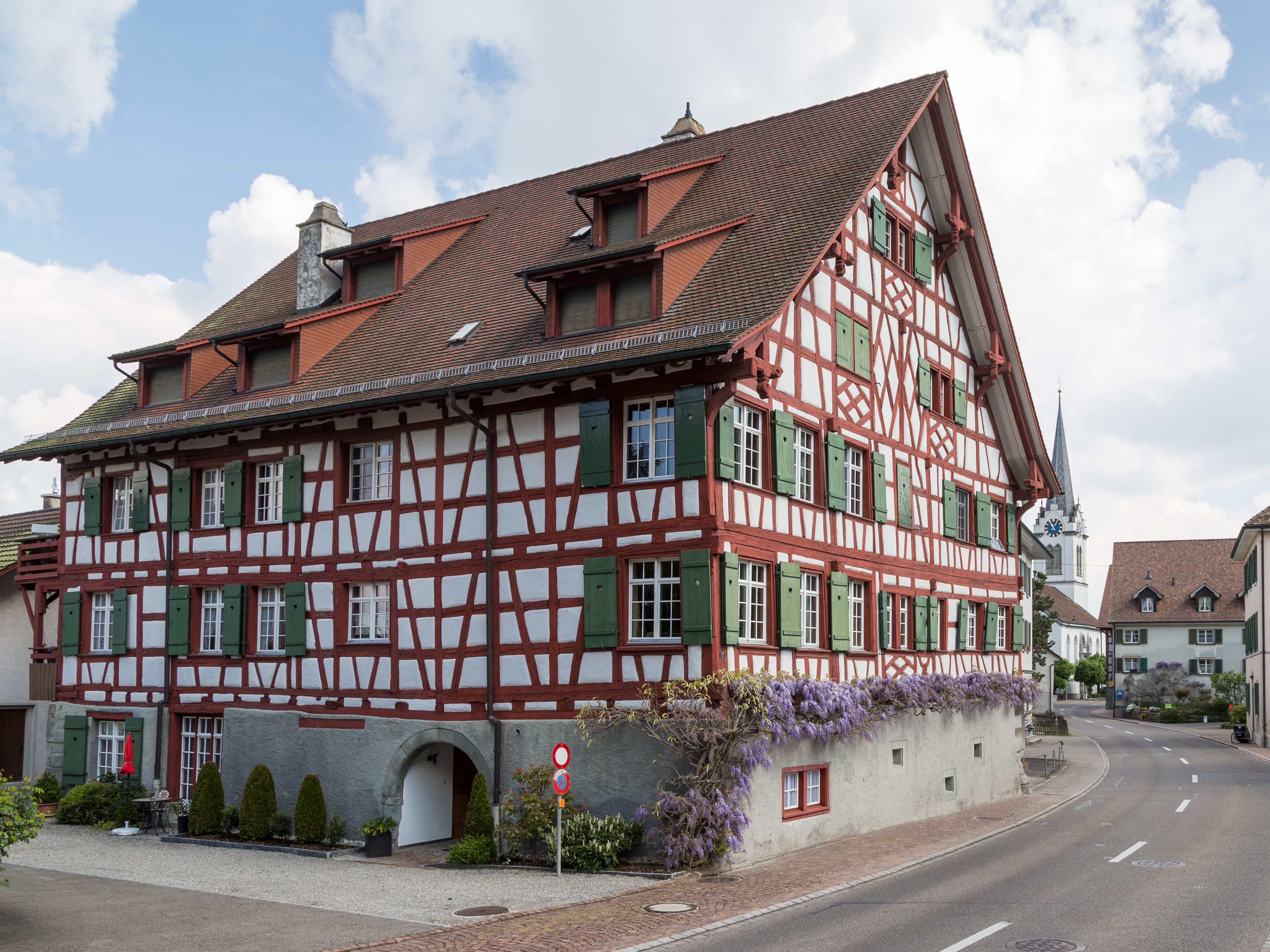
Kehlhof in Berlingen TG

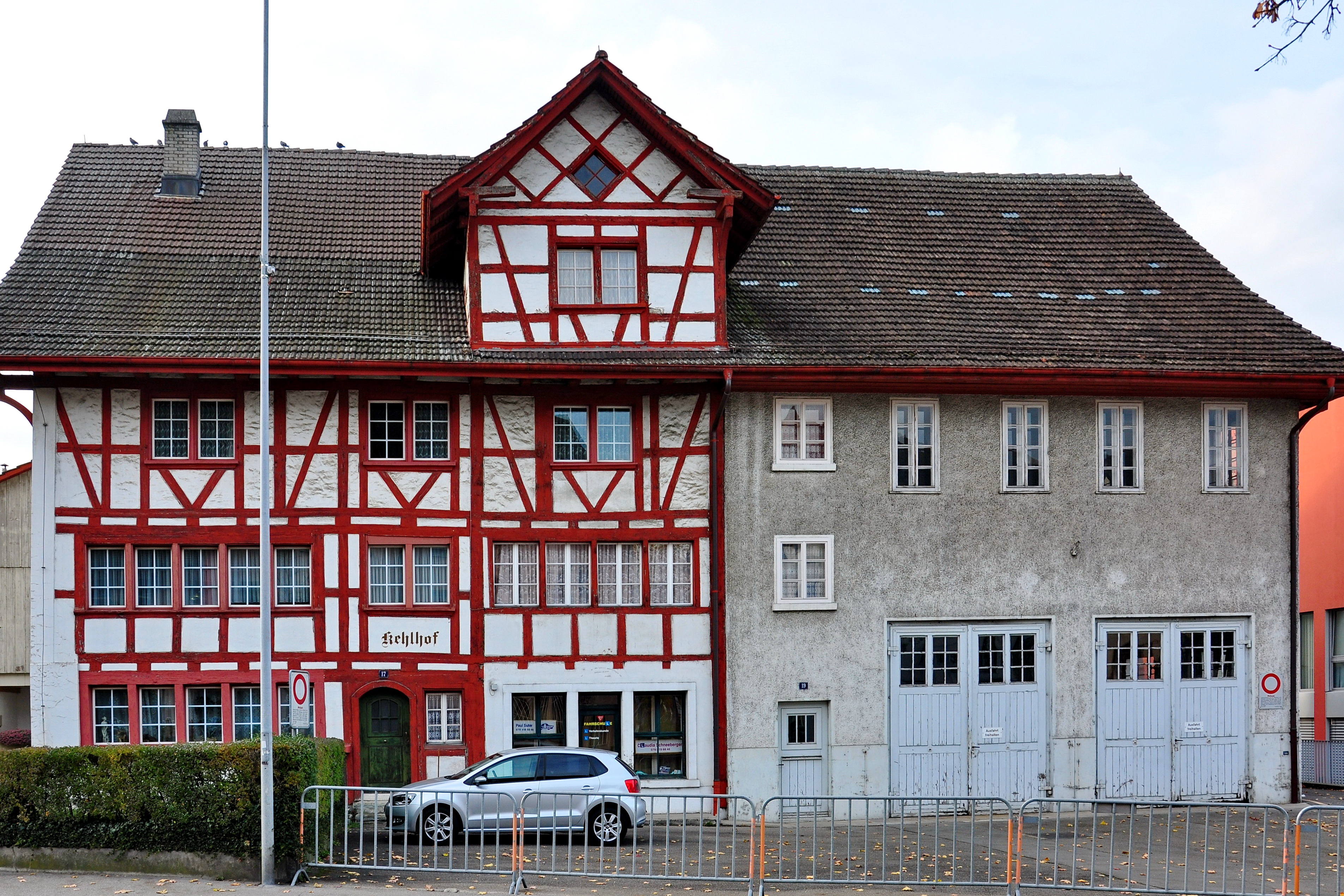
Kehlhof Dübendorf

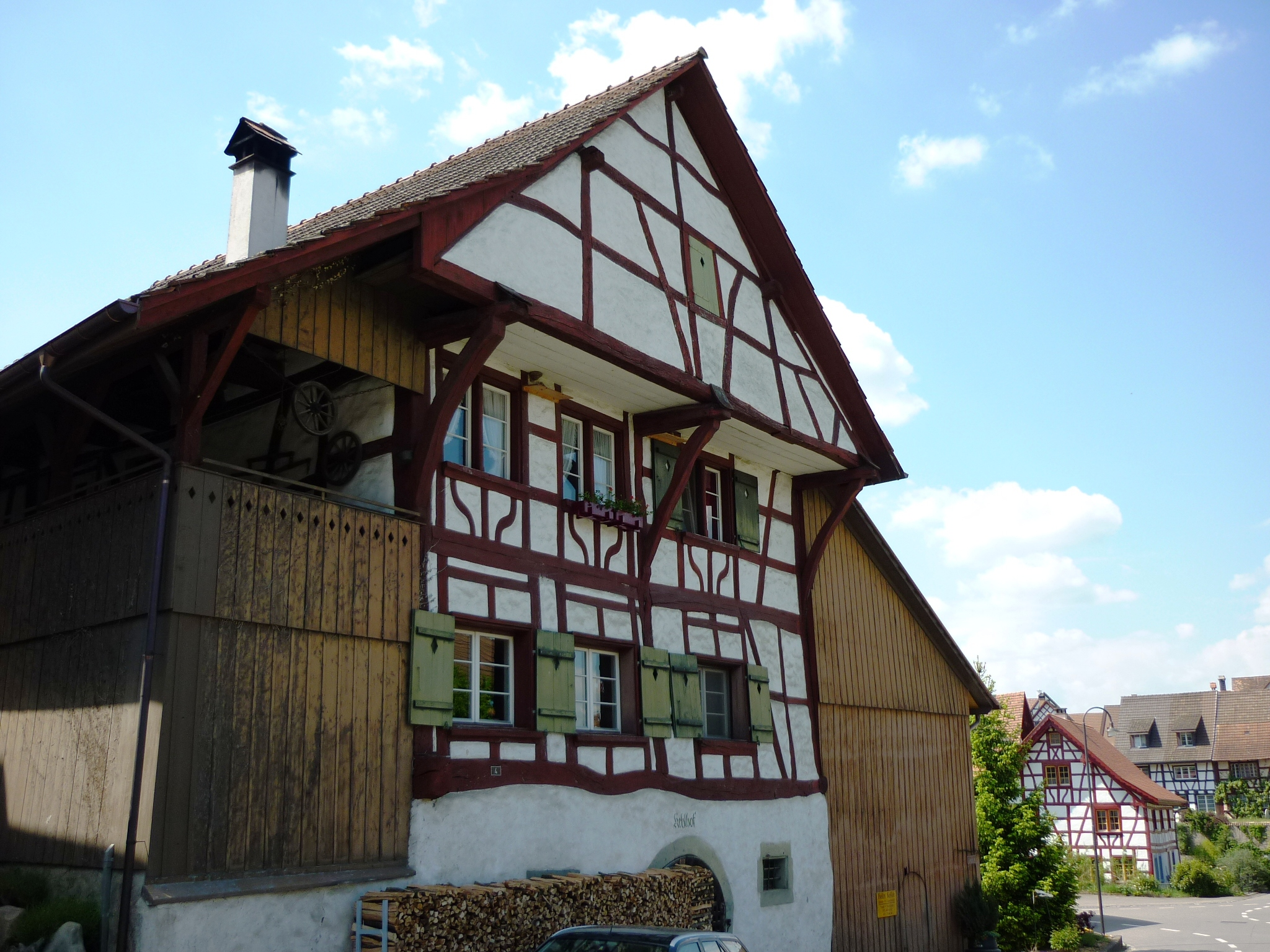
Kehlhof Marthalen

Als Kehlhof oder Chehlhof, früher auch Kellhof,  Kelhof, Kelnhof, Kellnhof, Kölnhof (von lateinisch cellarium ‚Keller, Vorratsraum‘) wurde in Schwaben und der alemannischen Schweiz ein Gut genannt, der den Mittelpunkt einer grundherrlichen (ursprünglich oft klösterlichen) Wirtschaftseinheit bildete und einem Kell(n)er (lateinisch cellarius) zur Bewirtschaftung und Verwaltung zugewiesen war. Verwandte bzw. gleichbedeutende Begriffe sind Dinghof, Fronhof und Meierhof.
Heute tragen neben Wohngebäuden, Bauern- und Gasthöfen auch Orte, Weiler oder Ortsteile, die sich um einen früheren Kehlhof gebildet haben, den Namen Kehlhof. Kehlhof und Kehlhofer erscheinen auch als Familiennamen.

## Klösterliche Hofgüter in Deutschland
- Kellerhof Birkingen, Damenstift Säckingen
- Kelnhof Bohlingen, 773 Kloster St. Gallen
- Kelnhof Bräunlingen, 799 Kloster Reichenau
- Kehlhof Bruckberg (Niederbayern), Ortsteil
- Kelnhof Empfingen, 772 Lorscher Codex, Kloster Reichenau
- Kelhof Hirschlatt, 15. Jh. Kloster Kreuzlingen
- Kehlhof Hödingen, Gemeinde Überlingen, 1297 Johanniter/Malteserorden

## Klösterliche Hofgüter in Österreich
- Kehlhof Abtenau, Ortsteil

## Klösterliche Hofgüter in der Schweiz
Bei zwei Jahreszahlen bedeutet die erste die Ersterwähnung von Klosterbesitz und die zweite die Ersterwähnung eines Kehlhofes als klösterliches Verwaltungszentrum.
- Kehlhof Adligenswil, 1291 Kloster Murbach
- Kehlhof Beggingen, 17. Jh. Kloster Allerheiligen (Schaffhausen)
- Kehlhof Berlingen TG, 1686 Kloster Reichenau
- Kehlhof Berg TG, Berga 796 Hochstift Konstanz, Ortsteil
- Kelnhof Boswil, 9. Jh. Fraumünsterabtei
- Kelnhof Bütschwil, 885 Kloster St. Gallen
- Kehlhof Dielsdorf, 861 Kloster St. Gallen
- Kehlhof Ermatingen, Kloster Reichenau
- Kehlhof Fällanden, 9. Jh./1250 Fraumünsterabtei
- Kehlhof Flaach, um 1450 Kloster Rheinau
- Kehlhof Horn TG, 9. Jh. Kloster St. Gallen
- Kellerhof Hornussen, Damenstift Säckingen
- Kelnhof Kempten ZH, 1321 Kloster Einsiedeln
- Kelnhof Laufen-Uhwiesen, 1155 Hochstift Konstanz
- Kehlhof Marthalen
- Kelnhof Oberlunkhofen, Kelleramt, 694 Kloster St. Leodegar im Hof, 758 Kloster Murbach
- Kelnhof Ossingen, 11. Jh. Kloster Reichenau
- Kellhof Reiselfingen, 1342, Damenstift Säckingen[1]
- Kelnhof Rohrbach BE, 795 Kloster St. Gallen
- Chehlhof Rümlang,1291/1621 Fraumünsterabtei
- Kehlhof Schwamendingen, 929 Grossmünster
- Kehlhof Stäfa, Hof Urinchova (Ürikon) 965 erwähnt, Kloster Einsiedeln, Ortschaft
- Kehlhof Turbenthal, Turbatuntale 825 Kloster St. Gallen, Ortschaft